# Megòfrids
Els megòfrids (Megophryidae) són una extensa família d'amfibis anurs que viuen al sud-est d'Àsia, les Filipines, Indonèsia, Illes Grans de la Sonda i l'Arxipèlag de Malàisia. Aquesta família comprèn entre 70 i 100 espècies de granotes, distribuïdes en onze gèneres.

## Gèneres
- Atympanophrys (Tian i Hu, 1983)
- Brachytarsophrys (Tian i Hu, 1983)
- Leptobrachella (Smith, 1925)
- Leptobrachium (Tschudi, 1838)
- Leptolalax (Dubois, 1980)
- Megophrys (Kuhl i Hasselt, 1822)
- Ophryophryne (Boulenger, 1903)
- Oreolalax (Myers i Leviton, 1962)
- Scutiger (Theobald, 1868)
- Vibrissaphora (Liu, 1945)
- Xenophrys (Günther, 1864)[1]